# Buscando a Greta
Buscando a Greta (título original, Garbo Talks) es una película estadounidense dirigida por Sidney Lumet y estrenada en 1984. Con guion de Larry Grusin, está protagonizada por Anne Bancroft y Ron Silver. El título está tomado de un eslogan de la primera película sonora de la actriz Greta Garbo. La cinta rinde culto a la diva Greta Garbo que, tras haber dejado el cine como una estrella, se convirtió en un auténtico fantasma, evitando cualquier contacto con el público y los medios de comunicación.

## Reparto
- Anne Bancroft . . . Estelle Rolfe
- Ron Silver . . . Gilbert Rolfe
- Betty Comden . . . Greta Garbo (sin acreditar)
- Carrie Fisher . . . Lisa Rolfe
- Catherine Hicks . . . Jane Mortimer
- Steve Hill ... ex marido de Estelle

## Sinopsis
Estelle Rolfe es una mujer madura con un único hijo por familia. Veterana activista social, es conocida por su admiración por la actriz Greta Garbo. Su hijo, Gilbert (llamado así por John Gilbert, el actor que acompaña a Garbo en muchas películas), es un ser infeliz. En efecto, a diferencia de su madre, Gilbert es un empleado que nunca se queja y se somete a los caprichos de su empresa. Está casado, pero no resulta ser un matrimonio feliz. Su esposa Lisa sueña con abandonar la ciudad y marchar a Los Ángeles. En el trabajo, Gil conoce a la actriz principiante Jane Mortimer y ambos se sienten atraídos, pero Gilbert impide que la relación continúe y le dice a la chica que está casado. Sin embargo, las cosas cambian para él cuando recibe la noticia de que su madre tiene un tumor cerebral y solo le quedan unos meses de vida. Su madre se resigna a la enfermedad, pero tiene un último deseo: quiere ver a Greta Garbo.